# President de Castella - la Manxa
El President de la Junta de Comunitats de Castella-la Manxa, segons l'Estatut d'Autonomia de Castella - la Manxa, presideix la Comunitat Autònoma de Castella - la Manxa, l'activitat de la qual dirigeix, coordina l'Administració de la comunitat, designa, separa i cessa als consellers i ostenta la suprema representació de la Junta de Comunitats i l'ordinària de l'Estat dintre la regió. És escollit per les Corts de Castella - la Manxa entre els seus membres i és nomenat pel Rei d'Espanya.
L'actual president de la Junta de Comunitats és Emiliano García-Page. La seu de la presidència de la Junta de Comunitats de Castella-la Manxa es troba en el palau de Fuensalida (Toledo).
| No. | Nom                       | Inici | Fi         | Partit |
| --- | ------------------------- | ----- | ---------- | ------ |
| 1.  | Antonio Fernández-Galiano | 1978  | 1982       | UCD    |
| 2.  | Gonzalo Payo Subiza       | 1982  | 1982       | UCD    |
| 3.  | Jesús Fuentes Lázaro      | 1982  | 1983       | PSOE   |
| 4.  | José Bono Martínez        | 1983  | 2004       | PSOE   |
| 5.  | José María Barreda Fontes | 2004  | 2011       | PSOE   |
| 6.  | María Dolores de Cospedal | 2011  | 2015       | PP     |
| 7.  | Emiliano García-Page      | 2015  | actualitat | PSOE   |